# Hrvatska katolička zajednica (SAD)
Hrvatska katolička zajednica (Croatian Catholic Union) je ime za udrugu Hrvata koja je osnovana 1922. godine u gradu Gary, Savezna država Indiana. Pri osnivanju udruga je imala 6444 članova, 2724 omladinskih članova. Glasilo zajednice zvalo se "Naša nada".
Osnovana je na poticaj Milana Hranilovića u Indiani, suosnivača grkokatoličke župe u SAD, poslije tajnika Hrvatske lige.
Nastala je kao frakcija u Narodnoj hrvatskoj zajednici. NHZ se je 1920-ih podijelila u dvije frakcije. Jedna je bila Nacionalni blok, koju je vodio Ivan D. Butković, i druga, pod utjecajem Prosvjetaša, koju je vodio Tomo Benešić predsjednik NHZ i jedan od suosnivača Radničke straže. Butkovićeva je frakcija optuživala Prosvjetaše da su lutka na koncu Komunističke stranke. Ipak, Benešić je poduprio Prosvjetaše, koji se nisu sviđali komunistima, koji su osnovali svoj Radnički progresivni blok. Ta je podijeljenost dovela do toga da je Butkovićeva struja pobijedila u borbi za kontrolu Hrvatske bratske zajednice.
Pojavila se je još jedna skupina odvojila od NHZ, a koju su predvodili katolički svećenici kojima se nije sviđao radikalizam NHZ-a, pa su osnovali Hrvatsku katoličku zajednicu, koja je imala 10 puta manje članstvo (9000) od HBZ-a, a s njime se ujedinila tek 2006. godine.
CCU djeluje i danas, u SAD i Kanadi.